# Mauritaanse presidentsverkiezingen (2019)

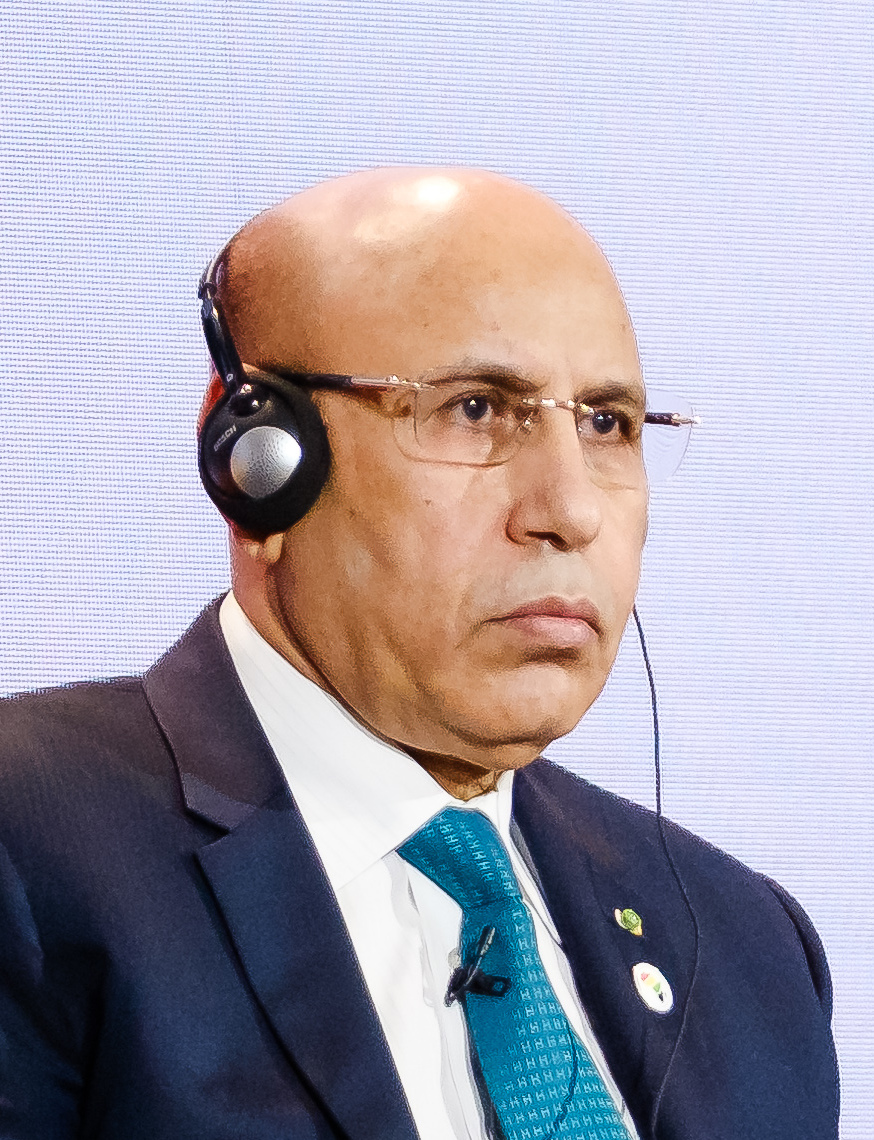
Mohamed Ould Ghazouani won de presidentsverkiezingen met 52% van de stemmen.

De Mauritaanse presidentsverkiezingen van 2019 vonden op 22 juni plaats. Bij een opkomst van 63% kreeg Mohamed Ould Ghazouani 52% van de stemmen en werd hiermee gekozen tot president van Mauritanië. Hij volgde partijgenoot Mohamed Ould Abdel Aziz die in 2008 bij een staatsgreep aan de macht was gekozen en sinds 2009 het presidentschap bekleedde. Old Ghazouani's voornaamste tegenstander, Biram Dah Abeid, een anti-slavernijactivist kreeg 18,5% van de stemmen. Hij en de andere oppositiekandidaten betwistten de uitslag.
| Kandidaat                       | Kandidaat                          | Partij                                 | Stemmen   | %     |
| ------------------------------- | ---------------------------------- | -------------------------------------- | --------- | ----- |
|                                 | Mohamed Ould Ghazouani             | Union pour la République               | 483.007   | 52,00 |
|                                 | Biram Dah Abeid                    | Partijloos                             | 172.649   | 18,59 |
|                                 | Sidi Mohamed Ould Boubacar         | Partijloos                             | 165.995   | 17,87 |
|                                 | Kane Hamidou Baba                  | Partijloos                             | 80.777    | 8,70  |
|                                 | Mohamed Ould Mouloud               | Rassemblement des forces démocratiques | 22.656    | 2,44  |
|                                 | Mohamed Lemine al-Mourtaji al-Wafi | Partijloos                             | 3.3688    | 0,40  |
| Ongeldige stemmen/ blanco       | Ongeldige stemmen/ blanco          | Ongeldige stemmen/ blanco              | 38.30     | 3,96  |
| Totaal aantal stemmen           | Totaal aantal stemmen              | Totaal aantal stemmen                  | 967.072   | 100   |
| Geregistreerde kiezers/ opkomst | Geregistreerde kiezers/ opkomst    | Geregistreerde kiezers/ opkomst        | 1.544.132 | 62,63 |
| Bron: AMI                       |                                    |                                        |           |       |